# Estádio Nílton Santos
Estádio Nílton Santos – stadion piłkarski, w Palmas, Tocantins, Brazylia, na którym swoje mecze rozgrywa klub Palmas Futebol e Regatas.
Pierwszy gol: Malzone (Brasil)